# Kronos (Film)
Kronos ist ein US-amerikanischer Science-Fiction-Film von 1957 im Breitbildformat unter der Regie von Kurt Neumann, der im Januar 1957 in zwei Wochen gedreht wurde. Der Vertrieb erfolgte durch die 20th Century Fox. In Deutschland kam der Film nicht zur Aufführung, auch nicht im Fernsehen.

## Handlung
In der Forschungsanstalt Central Labs beobachten Wissenschaftler, wie sich ein Asteroid der Erde nähert. Auf einer Landstraße hält plötzlich der Pick-up von McCrary von selbst an. Als er aussteigt, um festzustellen, warum der Wagen aussetzt, wird er von einer fremden Kraft übernommen, die aus dem gelandeten Asteroiden kommt. 
McCrary fährt zu Central Labs, schlägt den dortigen Wachmann nieder und dringt in das Hauptgebäude ein. Als er auf einen führenden Wissenschaftler trifft, verlässt die fremde Kraft den Fahrer, der tot zusammenbricht, und übernimmt den Wissenschaftler. Dieser schießt drei Nuklearraketen auf den vermeintlichen Asteroiden ab, woraufhin dieser in den Pazifik in der Nähe der mexikanisch-amerikanischen Grenze stürzt. Der Wissenschaftler wird von Arbeitskollegen gefunden und in eine Krankenstation verlegt.
Dr. Leslie Gaskell von Central Lab und seine Freundin, die Fotografin Vera Hunter, eilen zusammen mit einem weiteren Wissenschaftler an die Absturzstelle des Asteroiden. Als sie ein gewaltiges UFO, offenbar das beobachtete Objekt, das für einen Asteroiden gehalten wurde, auftauchen sehen, fliehen sie in ihre Unterkunft zurück. Als sie am nächsten Morgen aufstehen, steht am Strand ein Wolkenkratzer-hohes Gebilde mit vier Säulenbeinen und zwei Antennen. Mithilfe eines Hubschraubers gelangen sie auf den „Kopf“ der offensichtlichen Maschine, können sie jedoch nicht weiter untersuchen und müssen fliehen, da sie scheinbar aktiviert wurde.
Gesteuert durch den übernommenen Wissenschaftler bei Central Labs setzt sich die Maschine, die nun nach dem griechischen Gott Kronos benannt wird, in Bewegung, und saugt Energie aus mexikanischen Kraftwerken ab. Ein Versuch der mexikanischen Luftwaffe, Kronos zu stoppen, scheitert, die Flugzeuge stürzen ab. In einem Moment, als es dem übernommenen Wissenschaftler gelingt, das Bewusstsein wiederzuerlangen, erklärt er seinen Kollegen die Funktion von Kronos. Es handelt sich um einen Energieakkumulator, der von einer außerirdischen Lebensform auf die Erde entsandt wurde, um sämtliche Energie des Planeten zu stehlen, um diese auf dem Heimatplaneten einzusetzen. Die Außerirdischen haben ihre eigenen Energievorräte aufgebraucht.
Ein Versuch der US Air Force, Kronos mithilfe eines B-47-Bombers und einer Atombombe zu vernichten, scheitert nicht nur, sondern stärkt nur die Abwehrkräfte der Maschine. Als sie auf Los Angeles zumarschiert, kommt den Wissenschaftlern der rettende Einfall. Es gelingt ihnen, die Polarität der Maschine umzukehren, sodass Kronos gezwungen ist, sich selbst mit Energie zu füttern, bis er schließlich implodiert.

## Kritik
„I have never been able to understand why KRONOS splits people in two distinct camps: those who like it and those who detest it … Irving Block’s story is unusual and imaginative, and has about three times as many fantastic elements as most pictures of its ilk …  It’s a shame the picture didn’t have a larger budget and a more imaginative director … KRONOS had the potential to be a classic of special effects spectacle.“